# Бобиш, Дьюла
Дьюла Бобиш (венг. Bóbis Gyula; 7 октября 1909 — 24 января 1972) — венгерский борец, олимпийский чемпион.
Дьюла Бобиш родился в 1909 году в Кечкемете. В 10 лет начал заниматься борьбой.
В 1936 году Дьюла Бобиш принял участие в Олимпийских играх в Берлине, где выступил по правилам греко-римской борьбы, но занял лишь 10-е место. В 1937 году на чемпионате Европы по правилам греко-римской борьбы он был лишь 8-м, но по правилам вольной борьбы завоевал бронзовую медаль. В 1939 году он завоевал бронзовую медаль чемпионата Европы по правилам греко-римской борьбы.
В 1946 году Дьюла Бобиш выступил на чемпионате Европы по правилам вольной борьбы, но стал лишь 4-м. Зато в 1948 году он принял участие в Олимпийских играх в Лондоне, и завоевал золотую медаль по правилам вольной борьбы, а в 1950 году стал серебряным призёром чемпионата мира по правилам греко-римской борьбы.

## Интересные факты
По состоянию на 2020 год Дьюла Бобиш является вторым после Арсена Мекокишвили возрастным олимпийским чемпионом по вольной борьбе, золото Лондона-1948 он завоевал в 38 лет, 9 месяцев и 24 дня.